# Francisco José Venceslau de Liechtenstein
Francisco José Venceslau de Liechtenstein (nascido Franz Josef Wenceslaus; Zurique, 19 de novembro de 1962 — Vaduz, 28 de fevereiro de 1991), melhor conhecido como Venceslau (Wenzel), foi o último filho do príncipe soberano Francisco José II de Liechtenstein e de sua esposa, a condessa Georgina de Wilczek. Seu irmão mais velho, João Adão II, é o atual príncipe soberano.

## Biografia
Em 1982, o príncipe Venceslau entrou na Real Academia Militar de Sandhurst, na Inglaterra. No ano seguinte, tornou-se tenente em Grenadier Guards, em Londres. Ele depois estudou Medicina na Universidade de Friburgo, Alemanha.
Na época de sua morte, Venceslau estava internado em um hospital psiquiátrico de Rorschach, na Suíça, mas continuava morando em Vaduz. Ele tinha vinte e oito anos e era solteiro.
Venceslau foi encontrado morto em seu quarto, no dia 28 de janeiro de 1991. As circunstâncias de sua morte são muito misteriosas, e há muitos rumores. Ao lado de seu corpo, foram encontrados também dois cronômetros e uma máscara de anestesia. Acredita-se que o príncipe poderia ter tentado uma "temporária cessão de respiração" ou uma "experiência médica".
O príncipe Venceslau foi enterrado na cripta da família principesca juntamente com seus pais, ambos falecidos em 1989.